# Diecéze koszalinsko-kolobřežská
Diecéze koszalinsko-kolobřežská (latinsky Dioecesis Coslinensis-Colubregana, polsky Diecezja koszalińsko-kołobrzeska) je římskokatolická diecéze v Polsku, se sídlem v Koszalinu, kde se nachází katedrála Neposkvrněného Početí P. Marie, zatímco konkatedrála Nanebevzetí P. Marie je v městě Kolobřehu. Diecéze je součástí štětínsko-kamieńské církevní provincie, je tudíž sufragánní vůči arcidiecézi štětínsko-kamieńské. 

## Stručná historie

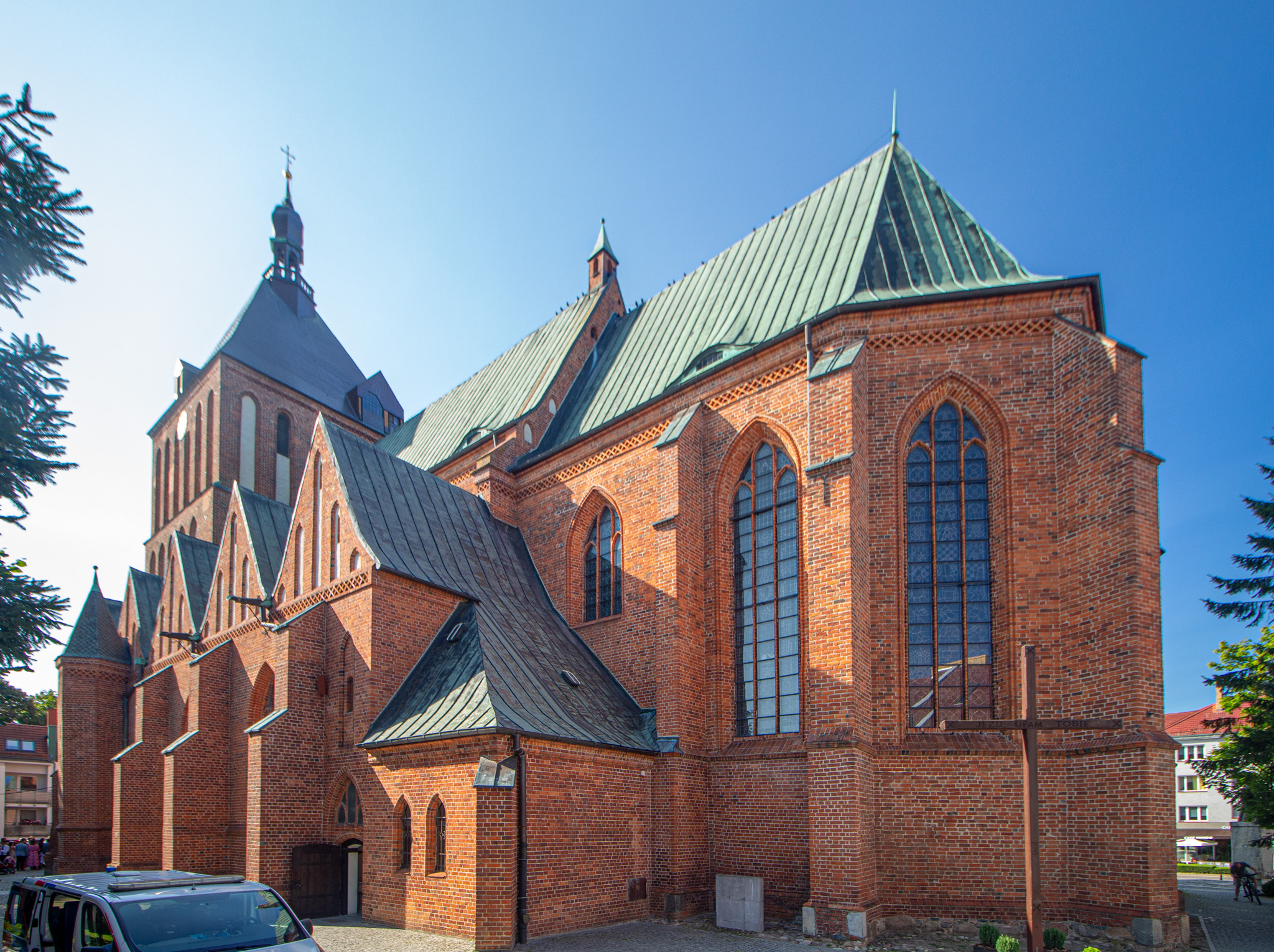
katedrála Neposkvrněného početí Panny Marie v Koszalinu

Diecéze kolobřežská byla založena v roce 1000 a byla sufragánní vůči hnězdenské arcidiecézi. Jejím prvním a jediným biskupem byl Reibern, proti němuž se zvedlo lidové povstání a byl uvězněn panovníkem. Po jeho smrti diecéze zanikla. Nástupcem této zaniklé diecéze se stala nově vytvořená diecéze koszalinsko-kolobřežská, kterou založil papež Pavel VI. bulou Episcoporum Poloniae z 28. června 1972, jíž upravil diecézní hranice mezi západním Polskem a východní částí dnešního Německa. 
Teritorium diecéze, sufragánní vůči Hnězdnu, bylo vyčleněno z berlínské diecéze a teritoriální prelatury ve Schneidemühlu (dnešní Piła), která tímto zanikla. V rámci reorganizace polské diecézní struktury papež Jan Pavel II. vydal dne 25. března 1992 bulu Totus Tuus Poloniae populus, kterou mj. podřídil diecézi jako sufragánní arcidiecézi štětínsko-kamieńské. 